# Finał Pucharu Polski w piłce nożnej 2024
Finał Pucharu Polski w piłce nożnej mężczyzn sezonu 2023/2024 – mecz piłkarski kończący rozgrywki 70. edycji Pucharu Polski, mający na celu wyłonienie ich triumfatora, rozegrany 2 maja 2024 na Stadionie PGE Narodowym w Warszawie, pomiędzy Pogonią Szczecin i Wisłą Kraków. Zwycięzcą spotkania, a tym samym zdobywcą Pucharu Polski (po raz piąty w historii) została krakowska Wisła, pokonując rywali 2:1 po dogrywce (1:1 w podstawowym czasie).

## Droga do finału
| Pogoń Szczecin                              | Pogoń Szczecin                              | Pogoń Szczecin                              | Pogoń Szczecin                              | Runda       | Wisła Kraków | Wisła Kraków     | Wisła Kraków | Wisła Kraków |
| Data                                        | Przeciwnik                                  | Miejsce                                     | Wynik                                       | Runda       | Data         | Przeciwnik       | Miejsce      | Wynik        |
| ------------------------------------------- | ------------------------------------------- | ------------------------------------------- | ------------------------------------------- | ----------- | ------------ | ---------------- | ------------ | ------------ |
| Drużyna rozpoczęła rozgrywki od 1/16 finału | Drużyna rozpoczęła rozgrywki od 1/16 finału | Drużyna rozpoczęła rozgrywki od 1/16 finału | Drużyna rozpoczęła rozgrywki od 1/16 finału | I runda     | 28.09.2023   | Lechia Gdańsk    | Kraków       | 2:1 pd.      |
| 07.11.2023                                  | Podbeskidzie Bielsko-Biała                  | Bielsko-Biała                               | 1:0                                         | 1/16 finału | 07.11.2023   | Polonia Warszawa | Kraków       | 3:0          |
| 05.12.2023                                  | Górnik Zabrze                               | Szczecin                                    | 2:1 pd.                                     | 1/8 finału  | 07.12.2023   | Stal Rzeszów     | Kraków       | 4:1          |
| 27.02.2024                                  | Lech Poznań                                 | Poznań                                      | 1:0 pd.                                     | Ćwierćfinał | 28.02.2024   | Widzew Łódź      | Kraków       | 2:1 pd.      |
| 03.04.2024                                  | Jagiellonia Białystok                       | Szczecin                                    | 2:1 pd.                                     | Półfinał    | 03.04.2024   | Piast Gliwice    | Kraków       | 2:1          |

## Szczegóły meczu
| 2 maja 2024 | Pogoń Szczecin | 1:2 (pd.) | Wisła Kraków                   |                                                                             |
| 16:00 CEST  | Kuluris 75'    | (0:0)     | 90+9' Satrústegui · 93' Rodado | PGE Narodowy, Warszawa Widzów: 47 506 Sędzia: Tomasz Kwiatkowski (Warszawa) |

| Zdobywca Pucharu Polski 2023/2024 |
| --------------------------------- |
| Wisła Kraków 5. tytuł             |